# Adansi
El regne d'Adansi o Adanse fou un estat històric de Ghana que va arribar al seu zenit al segle xvii. Avui és un regne tradicional. La capital és a Fomena.
L'estat es va formar a finals del segle xvi i al segle xvi va agafar el nom d'Adabo. A la meitat del segle xvii, l'àrea del que avui és Ghana estava dominat per tres estats: Denkyira, Adansi i Akwamu. A la part occidental de l'estat Adansi hi vivien els akyems dividits en tres grups. Adansi va perdre gran part de la seva identitat a causa de conflictes amb els estats veïns, sobretot Denkyira; gran part del país va ser absorbit en l'imperi Denkyira. Les restes, els estats akyems a occident eren massa forts com per ser posats sota control de Denkyira i a finals del segle xvii els akyems van esdevenir independents i van suplir l'estat d'Adansi. Al final del segle xvii l'àrea que modernament es va convertir en Ghana estava dominat per tres estats, Denkyera, Akim (Akyem) i Akwamu. El 1701 va caure sota influència de l'Imperi Aixanti. El 1874 va passar sota control dels britànics; després fou part del Protectorat d'Aixanti i per acabar després integrat en la colònia de la Costa d'Or.
Els adansi tenen nou cacicats tradicionals, Fomena, New Edubiase, Ayaase, Akrokyere (Akrokerri),Akrofuom, Bodwesango i Dompoase. Els adansi ocupen tres divisions de govern local: Adansi South amb 129.325 habitants i 1.380 km², amb capital a Edubiase; Adansi North amb una població de 235.680 habitants i superfície 828 km², amb capital a Fomena; i el municipi d'Obuasi amb 175.043 habitants (la vuitena ciutat de Ghana). Adansi South és la zona de major producció de cocos de Ghana.

## Reis (Adansehene [rei] o abusuapanin [cap de la famílai reial]
- 1700 - 1735 Nana Abu Bonsra
- 1735 - 1874 No disponibles
- 1874 Kwadwo Oben, regent amb el títol de Fomenahene fins a 1874)
- 1874 - 1876 Vacant
- 1876 - 1886 Kwaku Nansa Berofon
- 1886 - ? No consta
- vers 1930? Kobina Fori
- vers 1950? Kwadwo Amoako Agyeman
- 1953? - 1960? Nana Abu Bonsra II
- 1970? - 1976? Nana Kwantwi Barima II
- 1976 -1997 No consta
- 1997 - 2005 Nana Ofori Agyeman II (designa hereu el 2002 a Opanin Akomenteng i reina mare regent a Nana Apomaa II)
- 1997 - 2012 Opanin Kwadwo Fosu (rival no reconegut)
- 2005/2012 - 2014 Nana Kwantwiwaa Apomaa II (reina mare regent)
- 2005/2012 - 2014 Opanin Akwasi Akomenteng (amb el nom de Nana Yaw Peprah III, no reconegut)
- 2014 Okofo Sobin Kan, cap de Dompoase, com a President del Adansi Traditional Council.
- 2014 Nana Bonsra Afriyie II (Kwaku Bonsra)